# Штормовое
Штормово́е (до 1977 года Фру́нзенка, до 1934 года Вознесе́новка; укр. Штормове, крымскотат. Qart Biy, Къарт Бий) — село в Сакском районе Крыма (согласно административно-территориальному делению Украины — центр Штормовского сельского совета Автономной Республики Крым, согласно административно-территориальному делению РФ — центр Штормовского сельского поселения Республики Крым).

## География
Штормовое расположено на западе района, на берегу Чёрного моря, расстояние до райцентра города Саки примерно 48 километров (по шоссе), ближайшая железнодорожная станция — Евпатория в 26 километрах. Рельеф местности степной, равнинный, высота центра села над уровнем моря — 3 м. Вдоль побережья на несколько километров простирается песчаный пляж, шириной от 30 до 100 м, к северу от Штормового, вдоль побережья, расположено Ойбурское, с юга — Аджибайчикское озеро. Транспортное сообщение осуществляется по региональной автодороге 35Н-481  от шоссе Евпатория — порт Мирный (по украинской классификации — С-0-11234).

## Месторождения грязей
Штормовое окружает два озера: Аджибайчикское (в переводе с тюркского — Аджи-горькая, Бай-богатый, (очень соленое)) и Ойбурское (грязевое месторождение Евпаторийской группы, площадь 6 км², минерализация рапы 111—305 г/л, минерализация лечебных грязей 175—281 г/л, запасы лечебных грязей 8,4 м³). Ойбурское — это озеро, содержащее лечебные грязи голубовато-серого цвета (голубые лечебные грязи). В Штормовом существует ещё одно небольшое озеро (около 0,01 км²) с лечебными грязями выражено чёрного цвета, это озеро не имеет названия и четких границ. Оно отделено от Ойбурского насыпной дорогой.
Лечебные грязи обоих озёр были изучены ещё в советское время. Данные о лечебных грязях, и озёрах Штормового, а также западного Крыма приводятся в: каталоге грязевых месторождений СССР,1970; Лечебные грязи СССР (пояснительная записка), 1977; монографий и статей Михеевой Л. С. 1975; Иванова В. В. 1963; Яроцкого Л. А. 1956; Склярука Д. И. 1936; Дзенс-Литовского А. И. 1952; фондовых материалов по грязеразведочным работам на территории Крыма, перечень которых приводится в прилагаемом списке литературы; утвержденных постановлениями Совета Министров УССР проектов округов и зон санитарной охраны для курортов Евпатории. Лекарственные свойства чёрных и голубых лечебных грязей Штормового сходны по воздействию и составу с грязями западного Крыма, так как образовались почти в одно время и в сходных условиях.

## Современное состояние
На 2016 год в Штормовом числится 29 улиц, 2 переулка и лодочный кооператив Нептун; на 2009 год, по данным сельсовета, село занимало площадь 188,4 гектара, на которой в 544 дворах числился 1351 житель. В селе действуют средняя школа-гимназия, детский сад «Солнышко», Дом культуры, сельская библиотека, врачебная амбулатория, церковь Собора Гавриила Архангела. Штормовое связано автобусным сообщением с Евпаторией и соседними населёнными пунктами.

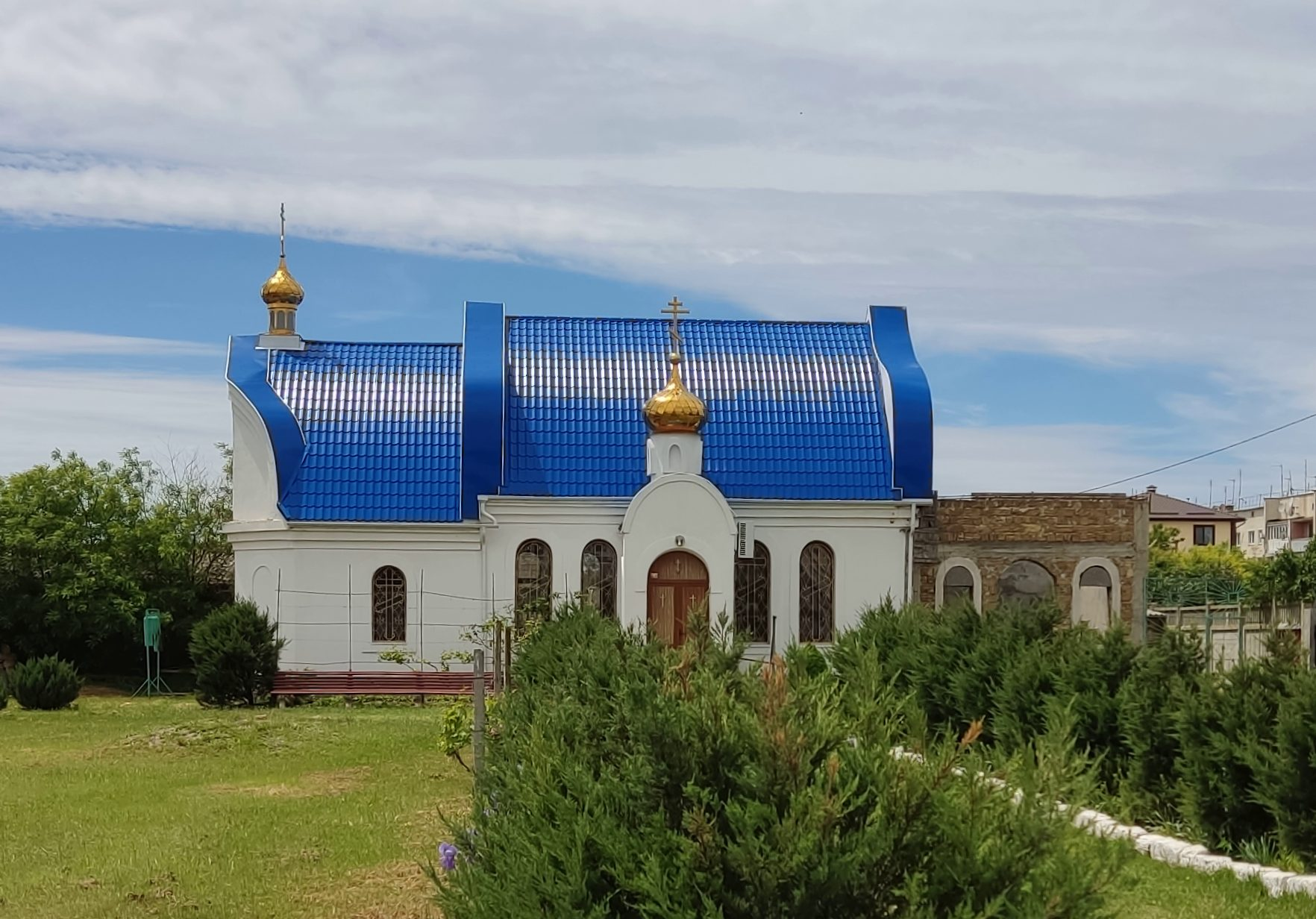
Церковь
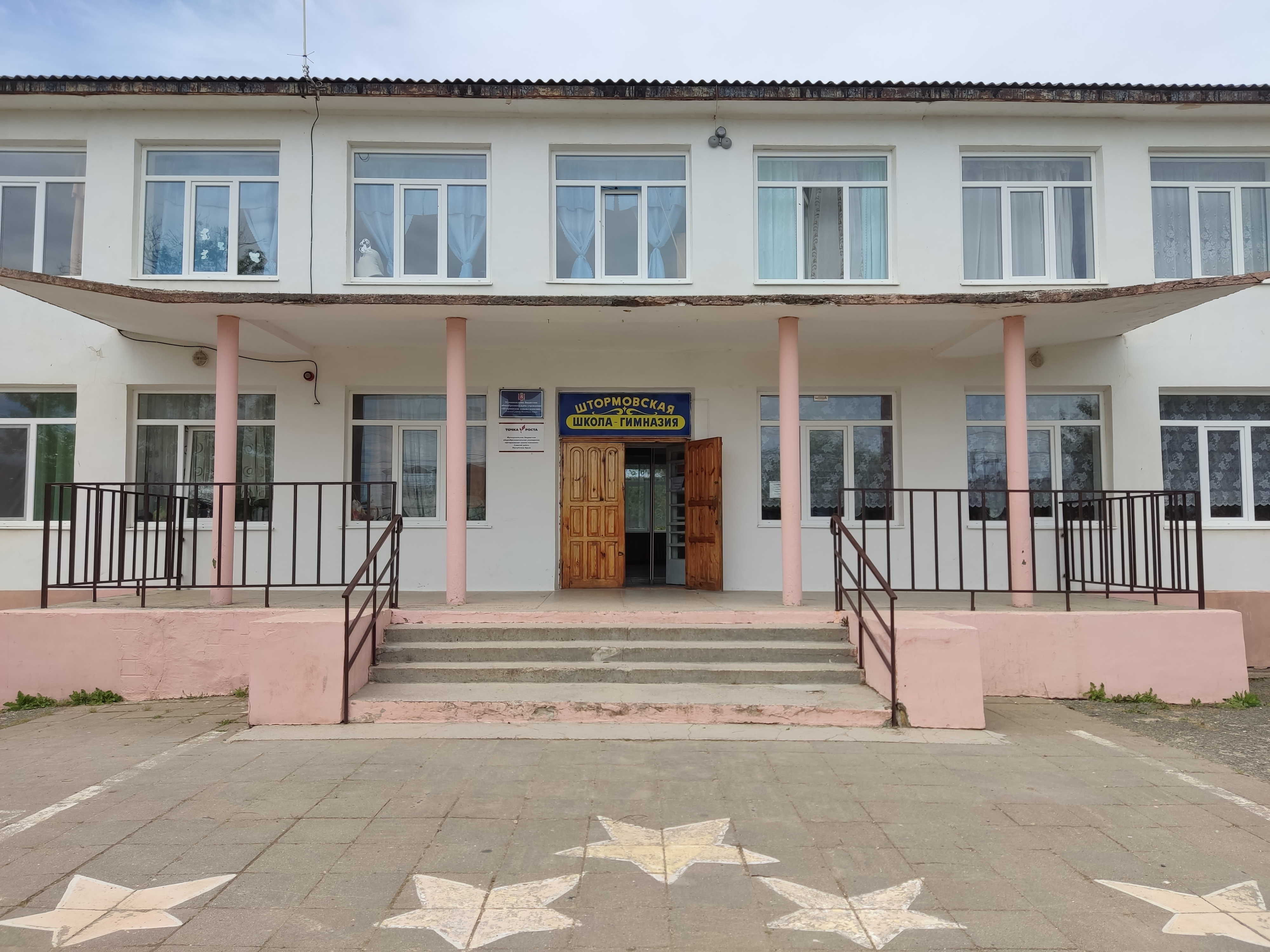
Штормовская школа-гимназия
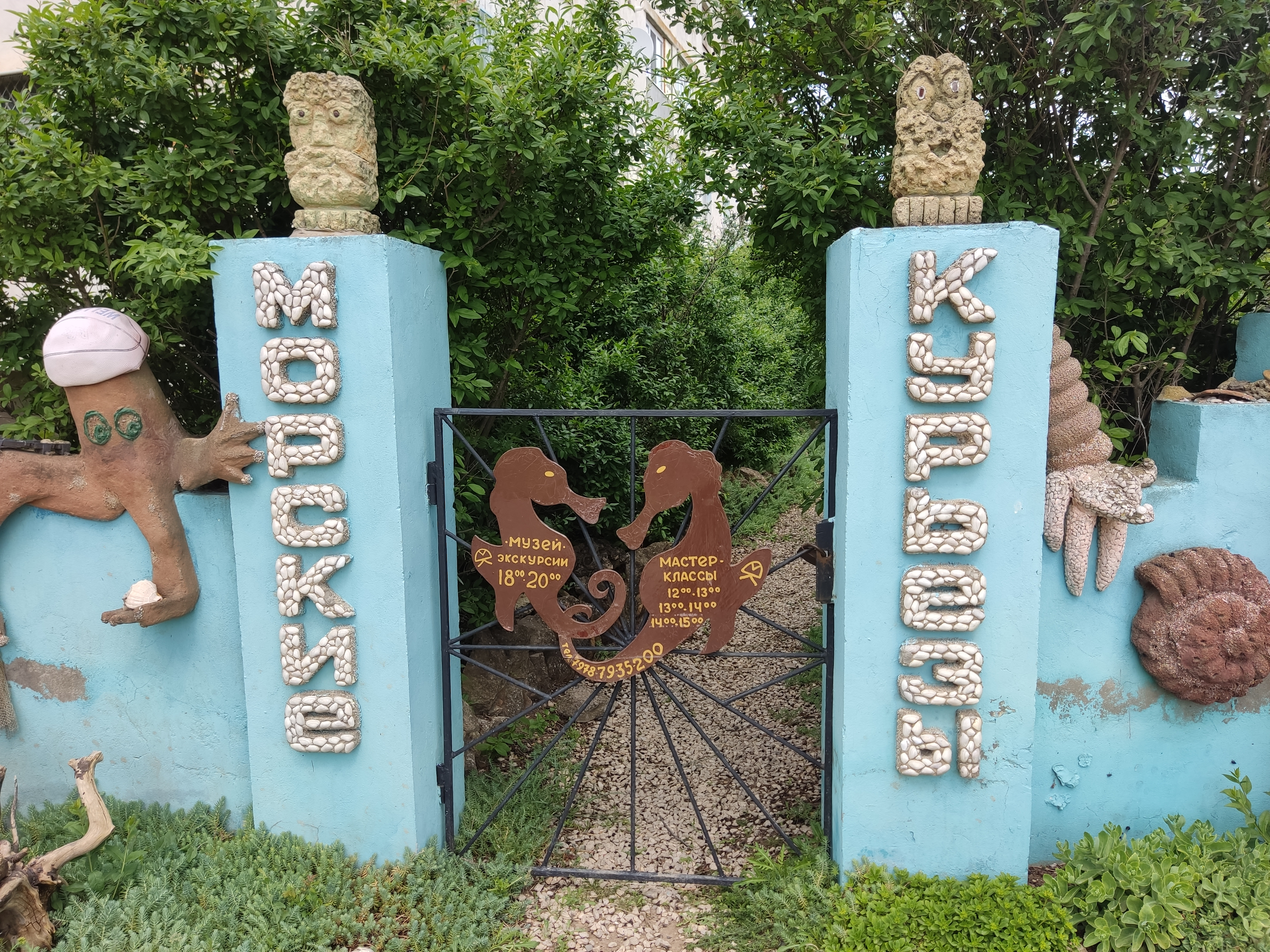
Музей «Морские курьёзы»
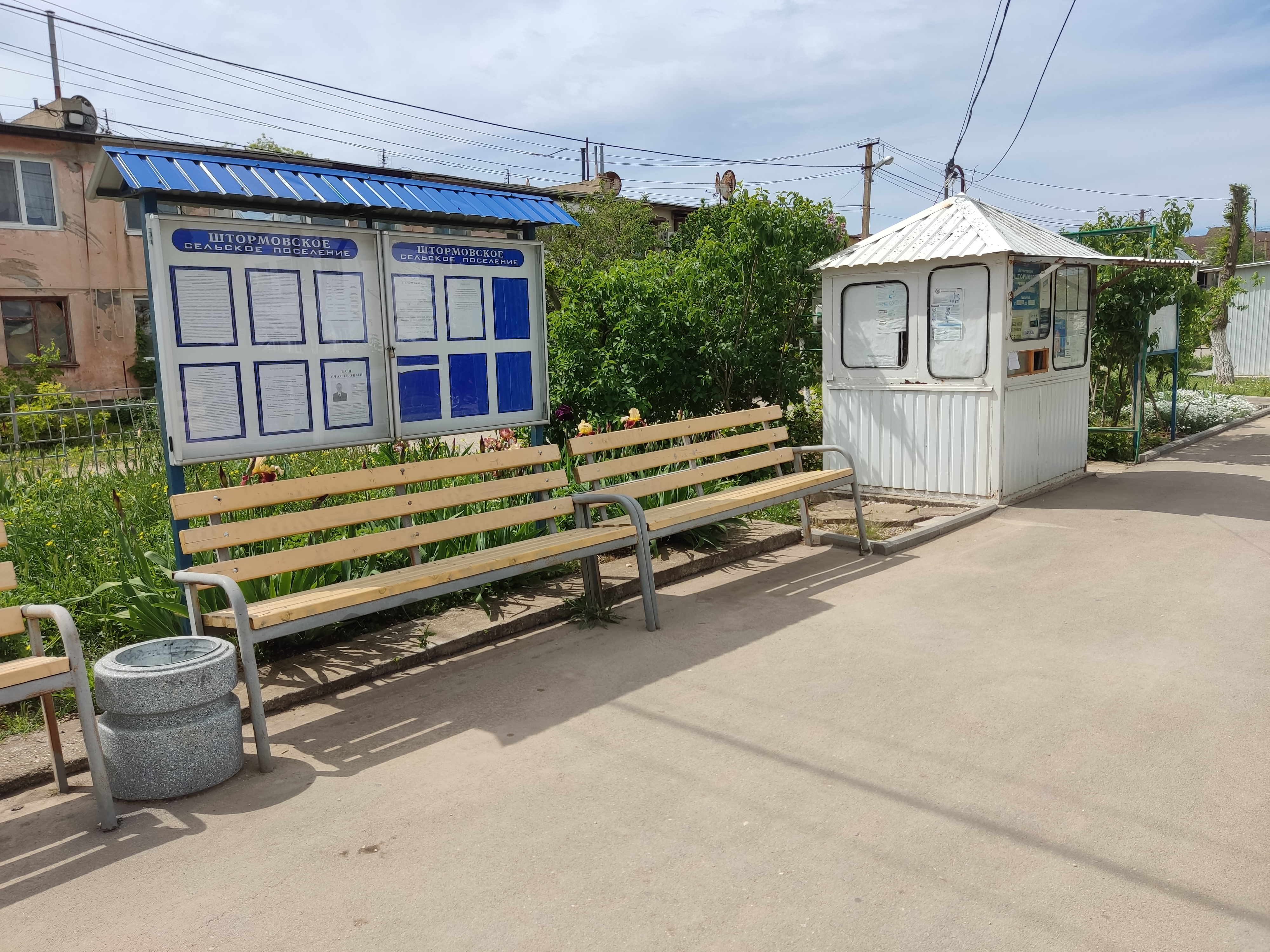
Автостанция
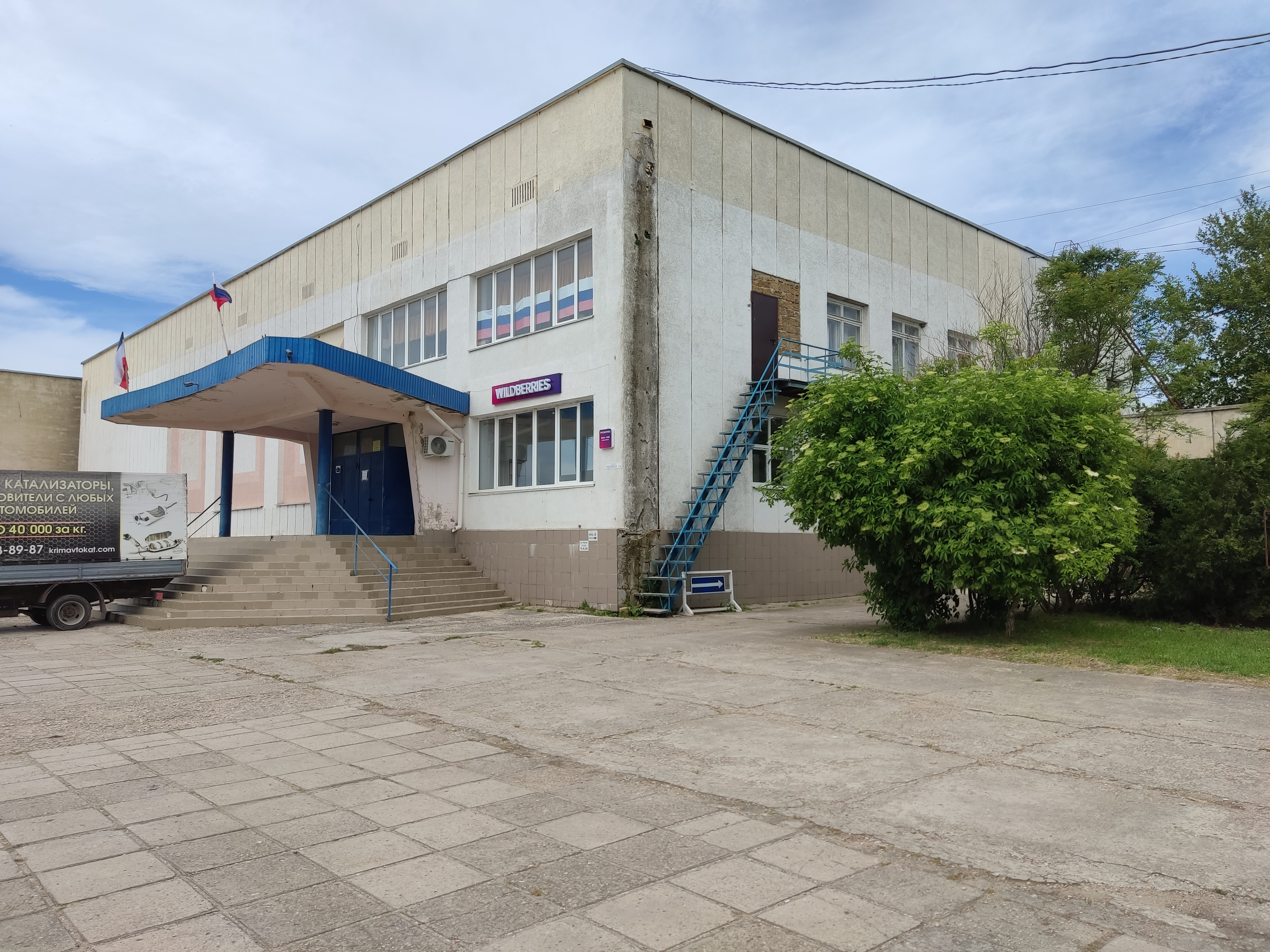
Дом культуры

## История

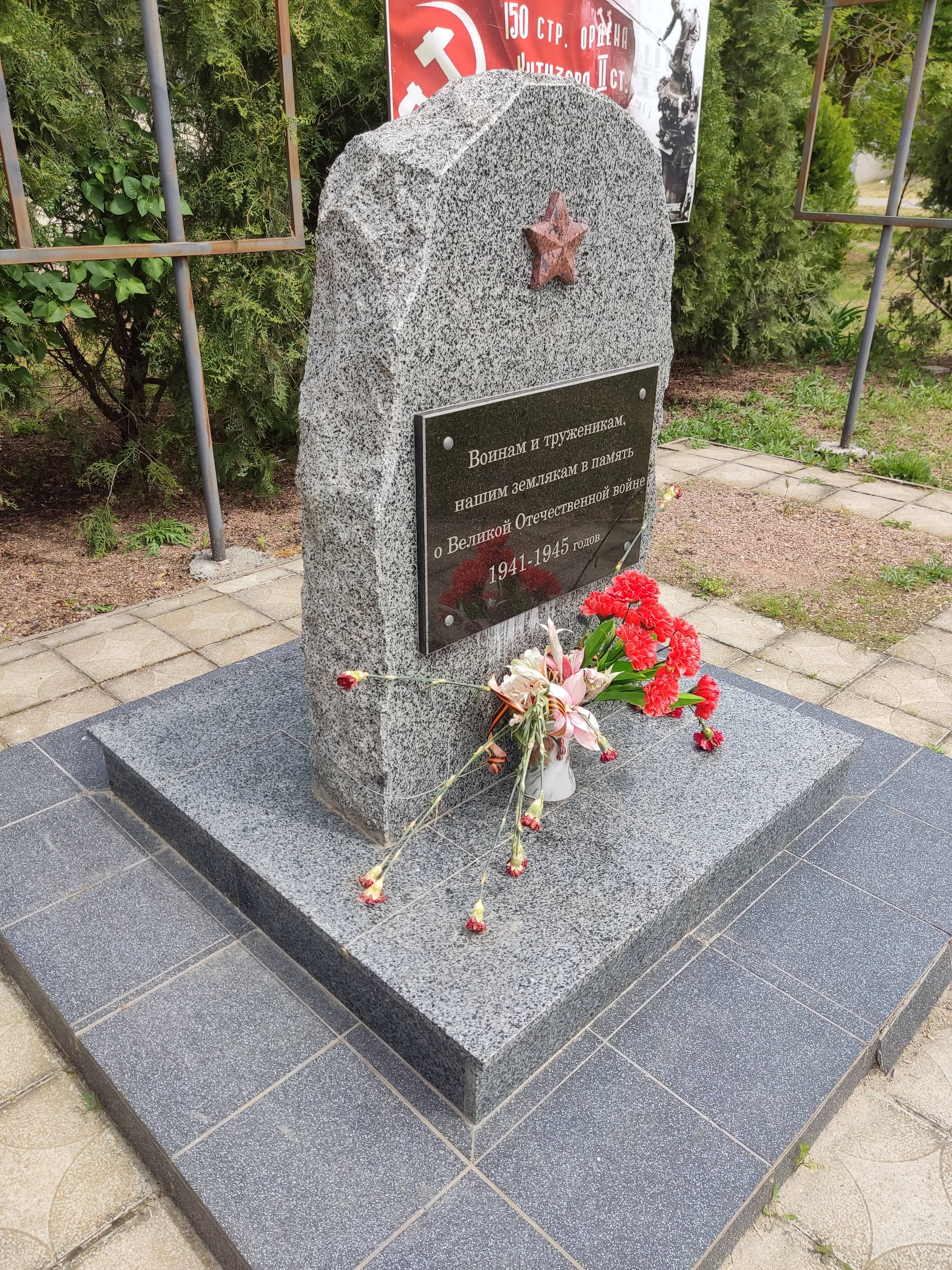
Памятник участникам Великой Отечественной войны

Мемориальная доска в честь Г. И. Бодрого — директора совхоза «Авангард»

Вознесеновка была основана русскими поселенцами в 1901 году в составе Донузлавской волости. На 1914 год в селении уже действовала земская школа. По Статистическому справочнику Таврической губернии. Ч.II-я. Статистический очерк, выпуск пятый Евпаторийский уезд, 1915 год, в селе Вознесеновка (Картбий-Аджи-Байчи) Донузлавской волости Евпаторийского уезда числился 31 двор с русским населением (все дворы с землёй) в количестве 218 человек приписного населения, из которых 116 мужчин и 102 женщины. Жители владели 911 десятинами удобной земли. В хозяйствах имелось 88 лошадей, 35 волов, 34 коровы и 46 голов мелкого скота.
После установления в Крыму Советской власти, по постановлению Крымревкома от 8 января 1921 года № 206 «Об изменении административных границ» была упразднена волостная система и село вошло в состав Евпаторийского района Евпаторийского уезда, а в 1922 году уезды получили название округов. 11 октября 1923 года, согласно постановлению ВЦИК, в административное деление Крымской АССР были внесены изменения, в результате которых округа были отменены и произошло укрупнение районов — территорию округа включили в Евпаторийский район. Согласно Списку населённых пунктов Крымской АССР по Всесоюзной переписи 17 декабря 1926 года, в селе Вознесенка, Болек-Аджинского сельсовета Евпаторийского района, числилось 46 дворов, из них 45 крестьянских, население составляло 230 человек, из них 228 русских и 2 немцев, действовала русская школа. По неподтверждённым данным в 1934 году село переименовано во Фрунзевку (так обозначено уже на карте 1938 года), позже закрепилось название Фрунзенка.
В годы Великой Отечественной войны на фронтах сражались жители Фрунзенки. В их честь в центре села установлен памятный знак
После освобождения Крыма от фашистов, 12 августа 1944 года было принято постановление № ГОКО-6372с «О переселении колхозников в районы Крыма» и в сентябре 1944 года в район приехали первые новосёлы (150 семей) из Киевской и Каменец-Подольской областей, а в начале 1950-х годов последовала вторая волна переселенцев из различных областей УССР. С 25 июня 1946 года Фрунзенка в составе Крымской области РСФСР. 26 апреля 1954 года Крымская область была передана из состава РСФСР в состав УССР. Время включения в состав Молочненского сельсовета пока не установлено: на 15 июня 1960 года село уже числилось в его составе. 1 января 1965 года, указом Президиума ВС УССР «О внесении изменений в административное районирование УССР — по Крымской области», Евпаторийский район был упразднён и село включили в состав Сакского (по другим данным — 11 февраля 1963 года). Между 1968 годом, когда он ещё не существовал и 1974 годом, когда уже описан в книге «Історія міст і сіл Української РСР. Том 26, Кримська область.» был создан Фрунзенский сельсовет. На тот год в его составе числилось 4 села. В 1972 году название села было уточнено с Фрунзевка на Фрунзенка. В 1977 году Фрунзенку переименовали в Штормовое. По данным переписи 1989 года в селе проживало 1542 человека. С 12 февраля 1991 года село в восстановленной Крымской АССР, 26 февраля 1992 года переименованной в Автономную Республику Крым. С 18 марта 2014 года в составе Республики Крым России.

## Население
| 2001 | 2014  |
| ---- | ----- |
| 1361 | ↘1124 |

Всеукраинская перепись 2001 года показала следующее распределение по носителям языка
| Язык             | Процент |
| ---------------- | ------- |
| русский          | 82.81   |
| украинский       | 11.02   |
| крымскотатарский | 4.04    |
| другие           | 0.51    |

### Динамика численности
| - 1915 год — 218 чел. - 1926 год — 230 чел. - 1974 год — 2186 чел. - 1989 год — 1542 чел. | - 2001 год — 1361 чел. - 2009 год — 1351 чел. - 2014 год — 1124 чел. |